# Wheeler Dryden

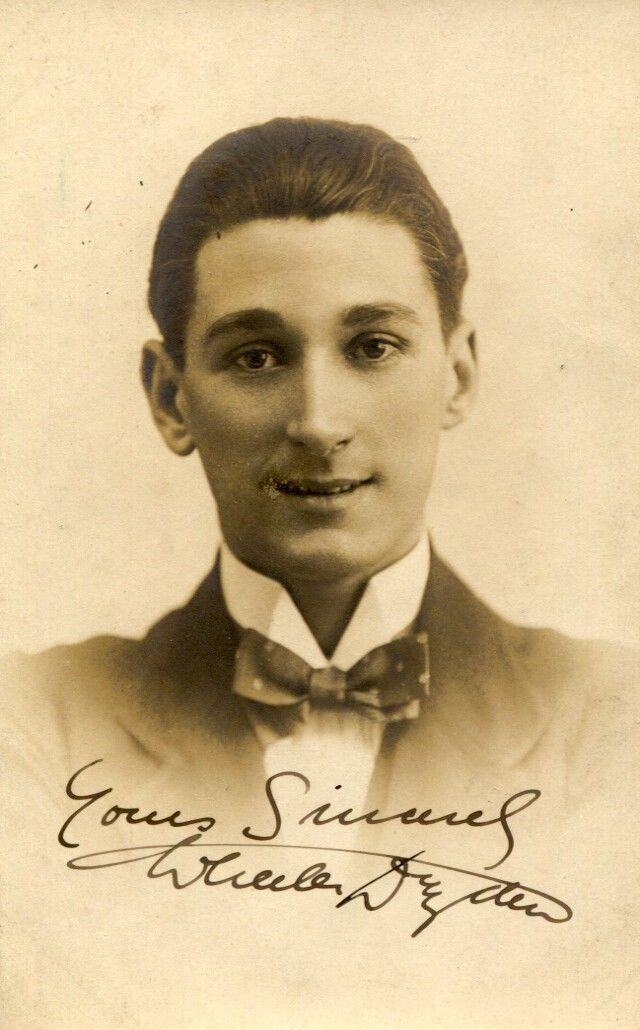
Wheeler Dryden

Wheeler Dryden, geboren als Leo George Wheeler (* 31. August 1892 in Brixton, London; † 30. September 1957 in Los Angeles, Kalifornien) war ein britischer Schauspieler. 

## Leben
Wheeler Dryden war einer der Söhne Hannah Chaplins. Sein Vater Leo Dryden trennte ihn im Säuglingsalter gewaltsam von der psychisch instabilen Mutter und zog ihn auf, ohne dass er zunächst etwas über seine Halbbrüder Sydney und Charlie Chaplin wusste. Erst im Erwachsenenalter konnte er über Edna Purviance Kontakt zu ihnen herstellen. Als Vaudeville-Komödiant bereiste Dryden Indien und den Fernen Osten. 
Ab 1939 gehörte er dauerhaft den Chaplin-Studios an; unter anderem wirkte er als Assistenzregisseur bei den Arbeiten an Der große Diktator mit. In diesem Film sprach er außerdem den Part des Übersetzers Heinrich Schtick, der die Worte des Diktators Hynkel verständlich macht. Einen kurzen Auftritt als Arzt am Filmanfang hatte er auch in Rampenlicht, dem letzten Film, den Charlie Chaplin in den USA drehte. Er kehrte nicht mit Charlie Chaplin nach Europa zurück, wurde aber auf dem Twickenham Cemetery begraben.
Dryden heiratete in den 1930er Jahren die Tänzerin Alice Chapple (1911–2005), der gemeinsame Sohn Spencer kam 1938 zur Welt. Das Paar trennte sich, als Spencer Dryden sechs Jahre alt war.

## Filmographie
- 1919: Tom’s Little Star
- 1920: The Crucifix of Destiny
- 1921: False Women
- 1922: Der Klub der Unterirdischen (Penrod)
- 1922: Mud and Sand
- 1940: Der große Diktator (The Great Dictator)
- 1947: Monsieur Verdoux – Der Frauenmörder von Paris (Monsieur Verdoux)
- 1952: Rampenlicht (Limelight)